# Godesberg-Villenviertel

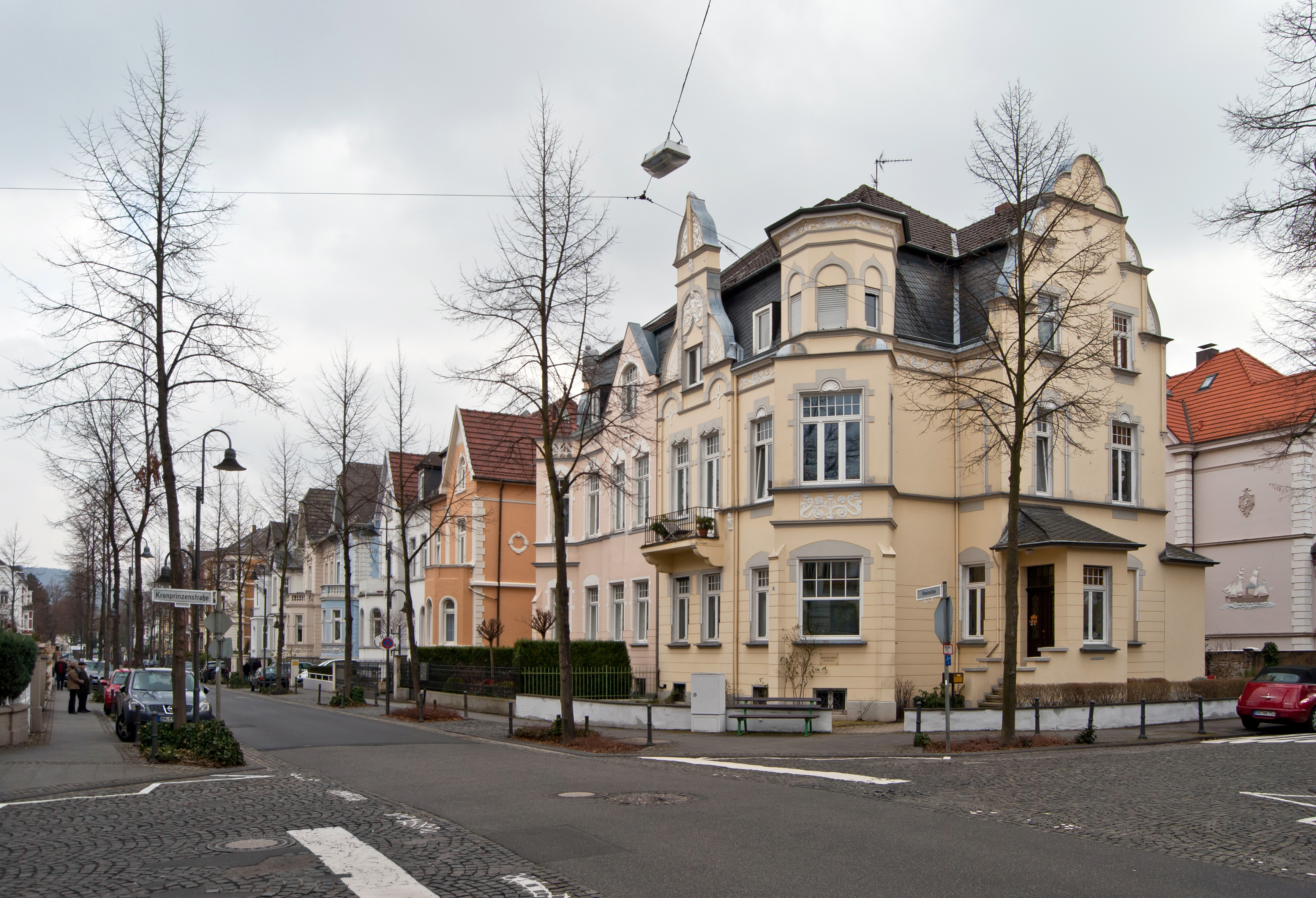
Rheinallee, verläuft durch das Villenviertel

Godesberg-Villenviertel ist ein Ortsteil der Bundesstadt Bonn im Stadtbezirk Bad Godesberg. Das Villenviertel ist Teil des sogenannten Rheinviertels.

## Geschichte
Das Gebiet des zweiten Godesberger Villenviertels – nach dem bereits Mitte des 19. Jahrhunderts im Süden des Ortskerns entstandenen Quartiers mit repräsentativen Villen – zwischen Rüngsdorf, Plittersdorf, der linksrheinischen Eisenbahnstrecke und dem Rhein wurde größtenteils ab 1888 erschlossen und bebaut. Bereits vorhandene bauliche Anknüpfungspunkte in dem Gebiet waren die Villa des Bürgermeisters Carl August von Groote (erbaut 1862/63) und die evangelische Erlöserkirche (erbaut 1878–80), beide am südlichen Rand des heutigen Villenviertels gerade noch auf dem Gebiet des Ortsteils Rüngsdorf gelegen. Die Erarbeitung von Fluchtlinienplänen erfolgte anfangs gemeinsam mit den erst 1899 in die Gemeinde Godesberg eingegliederten Gemeinden Plittersdorf und Rüngsdorf, ab 1903 auf der Grundlage einer Gesamtkonzeption des Kölner Städteplaners Josef Stübben. Vor allem wohlhabende Pensionäre aus dem Kölner Raum errichteten hier repräsentative Stadthäuser, zunächst vor allem Villen und Doppelvillen im Stil des Historismus, später auch im Jugendstil. In den 1920er-Jahren kamen Objekte hinzu, die sich dem Art déco sowie vereinzelt der Neuen Sachlichkeit zurechnen lassen. Die katholische Herz-Jesu-Kirche wurde 1906 errichtet und 1936 erweitert.
Den Namen Villenviertel erhielt es zunächst im Volksmund, wurde aber später auch von der Stadtverwaltung so genannt. Nachdem Bonn 1949 zum Regierungssitz der Bundesrepublik Deutschland geworden war, wurden viele der Häuser als Botschaftsgebäude oder von Organisationen und Interessenverbänden genutzt. Zu den bedeutendsten Botschaftskanzleien im Villenviertel gehörten die von Griechenland/Kamerun (Rheinallee 76), Pakistan (Rheinallee 24) und des Irak (Dürenstraße 33). Zum Teil wurden bzw. werden die Liegenschaften seit der Verlegung des Regierungssitzes nach Berlin (1999) als Außenstellen oder Konsulate (darunter eine Außenstelle der libyschen Botschaft) weitergenutzt. Die gut erhaltenen Gründerzeithäuser gelten weiterhin als Vorzeige-Adresse.

„Trotz der stellenweisen Beseitigung von Alleebäumen und Vorgärten sowie einer bis heute fortschreitenden Verdichtung vermittelt das Villenviertel in weiten Teilen den einzigartigen Eindruck eines großbürgerlichen Quartiers der Jahrhundertwende.“

## Öffentliche Einrichtungen
Im Villenviertel befindet sich das Friedrich-List-Berufskolleg.

## Persönlichkeiten
Ein prominenter Bewohner des Villenviertels ist der frühere Finanzminister und Kanzlerkandidat der SPD für die Bundestagswahl 2013, Peer Steinbrück.